# Шомбург, Рихард
Мориц Рихард Шомбург (нем. Moritz Richard Schomburgk; 5 октября 1811 — 24 марта 1891) — немецкий ботаник, исследователь и директор ботанического сада.

## Биография
Родился в семье протестантского священника Иоганна Фридриха Людвига Шомбурга и Кристианы Юлианы Вильгельмины, урожденной Криппендорф. После получения школьного образования в начальных школах Фрайбурга и у репетитора, в 1825 году он начал подрабатывать садовником в Мерзебурге. После военной службы в королевской гвардии в Берлине в 1831—1834 годах стал садовником в берлинском Тиргартене, а затем в парке дворца Сансуси.
В 1840—1844 годах сопровождал своего брата Роберта в качестве ботаника и экспедиционного писателя в прусско-британской экспедиции в Британскую Гвиану и Бразилию. Позднее он опубликовал три тома «Путешествия по Британской Гвиане в 1840—1844 годах». Натуралистические и этнографические материалы из этого путешествия попали в Музей Берлинского университета благодаря щедрости англичан. В 1848 году ему не удалось устроится на работу в Берлинский музей Naturkunde. В том же году Рихард и его брат Альфред Отто решили эмигрировать в Австралию, отчасти чтобы избежать репрессивной политической ситуации в Берлине, а отчасти потому, что ожидали коренного улучшения своего экономического положения. В марте 1849 года вместе с братом он основал эмиграционную компанию и отплыл в Южную Австралию на корабле «Принцесса Луиза». Его поддержал Леопольд фон Бух, поэтому поселение, которое он основал вместе с Отто недалеко от Аделаиды — примерно в 6,4 км от Голера — было названо Бухфельде. Его брат Отто основал южноавстралийскую газету, а Рихард создавал первый австралийский виноградник.
С 1860 по 1861 год возглавлял округ Мадла Вирра. В это же время он основал музей Голера.
В сентябре 1865 года стал директором Ботанического сада Аделаиды, который был основан в 1855 году. Он превратил «стерильную пустыню» в одно из самых красочных мест в молодой колонии. К 1868 году было завершено строительство розария и сельскохозяйственно-экспериментального сада. Рихард посетил Фердинанда фон Мюллера в Мельбурне и получил от него обширную коллекцию растений для сада в Аделаиде. К 1873 году Шомбург сумел обменять 18 000 деревьев с другими государственными учреждениями и частными лицами в Австралии. Он отвечал за озеленение площади Веллингтона, парка у здания парламента и Мраморного холма в Аделаиде. Опубликовал много работ о значении лесов для климата и об экономической ценности деревьев. В 1867 году он построил оранжерею для водных растений в Ботаническом саду Аделаиды и в течение многих десятилетий выращивал в ней единственную в Австралии Victoria regia, Victoria amazonica. Эта гигантская водяная лилия была открыта не им, а его братом Робертом Шомбургом, который дал ей название Nymphaea victoria. В прессе еженедельно появлялись сообщения о росте растения.
Другими зданиями были пальмовый дом, спроектированный по образцу бременской оранжереи Густава Рунге (1875), который существует и по сей день, музей образцов древесины, гербарий и музей экономической ботаники (1880—1881), где были представлены все полезные растения и продукты их переработки. К 1891 году в результате его работы количество известных видов Южной Австралии увеличилось с 5 000 до почти 14 000. Рихард Шомбургк оставался директором Ботанического сада Аделаиды до 1891 года.
15 октября 1844 года был избран членом Леопольдины. С 1865 года Шомбург был членом Философского общества Аделаиды. Многочисленные академии естественной истории в Европе и Америке сделали его своим членом. Прусские короли, король Италии и великий герцог Гессенский наградили его медалями. В 1872 году ему предложили пост директора Ботанического сада в Мельбурне, от которого он отказался из-за своей дружбы с Фердинандом фон Мюллером. Род орхидей Schomburgkia был назван Линдли в 1838 году не в его честь, а в честь его брата Роберта Германа Шомбурга; недавно он был помещён в род Laelia.